# Jacques Castérède
Jacques Castérède est un compositeur et pédagogue français, né à Paris le 10 avril 1926 et mort à Dijon le 6 avril 2014,,.

## Biographie
Il fait ses études au lycée Buffon, puis entre en 1944 au Conservatoire national supérieur de musique et de danse de Paris où il suit les enseignements de Tony Aubin et d'Olivier Messiaen. De 1948 à 1953, il obtient les premiers prix de piano, de musique de chambre, d'harmonie, de composition et d'analyse musicale.
En 1953, il reçoit le Premier Grand Prix de Rome de composition musicale pour sa cantate La Boîte de Pandore. Il séjourne à la villa Médicis à Rome de 1954 à 1958.
En 1960, il est nommé professeur de formation musicale pour les chanteurs au Conservatoire national supérieur de musique de Paris où il occupera successivement les postes de professeur conseiller aux études, puis de professeur d'analyse musicale supérieure en 1971. En 1988, il est nommé professeur de composition, discipline qu'il enseigna également de 1983 à 1988 à l'École normale de musique de Paris-Alfred Cortot.
En 1988, il participe à une mission d'enseignement en Chine, au Conservatoire central de Pékin où il donne des cours de composition, ainsi qu'une série de conférences sur la musique française actuelle, mission qui sera renouvelée en 1998.
Parmi les nombreux prix qu'il a reçus, citons le Prix du Portique (1963), le Grand Prix national du disque (Académie du disque français) pour sa symphonie pour cordes n°1 (1968), le Prix Dumesnil (1983), le Prix Florence Gould (1986), le Grand Prix musical de la Ville de Paris (1991), le prix de la Nouvelle Académie du disque puis, en 1995, le Grand Prix du disque de l'Académie Charles-Cros.

## Œuvres
Une partie des partitions des œuvres de Jacques Castérède est éditée par les éditions Billaudot.
- Sonatine pour trombone ténor
- But, ballet créé à l'Opéra de Paris en 1963
- Jusqu'à mon dernier souffle, œuvre commandée pour le centenaire de la statue de la Liberté à New York.
- Le Cantique de la Création
- Sonate pour alto et piano
- Sonate pour violoncelle et piano
- Fantaisie concertante pour saxhorn et piano (CD Hybrid' Music - David Maillot, Géraldine Dutroncy)
- Sonatine pour saxhorn en si bémol ou tuba en ut
- Par quatre chemins pour accordéon de concert (1973)
- Liturgies de la vie et de la mort, pour trois voix solistes, ensemble vocal et ensemble instrumental (1980), éd. Billaudot, Paris
- Trois visions de l'Apocalypse, pour neuf cuivres et orgue (1984), éd. Billaudot, Paris
- Psaume VIII, pour orgue, violoncelle et soprano (1987), éd. Billaudot, Paris
- Dans les abîmes de l’absence, trois poèmes d’Alain Suied (1994), éd. Billaudot, Paris
- Quatre Poèmes de Robert Desnos (1997), éd. Billaudot, Paris
- La Voie écarlate, opéra sur un livret de Michel Serres, créé avec l'Orchestre national de Bordeaux-Aquitaine sous la direction de Marc Trautmann (2000)

Œuvres pour guitare classique
- Concerto no 1 pour guitare et orchestre (1973)
- Deux inventions pour guitare (1973)
  - Rapsodie, dédiée à Alexandre Lagoya
  - Hommage aux Pink Floyd, morceau de concours du Conservatoire national de musique de Paris
- Trois pièces pour guitare : Sarabande - Hommage à Villa-Lobos - Ciel d’automne (1984)
- Sonatine d’avril pour flûte et guitare (1985)
- Concerto no 2 pour guitare, orchestre à cordes et percussion  (1986)

## Écrits
- Théorie de la musique, éd. Billaudot
- Les Intervalles, 13 leçons de solfège pour l'étude systématique des intervalles mélodiques, éd. Salabert

## Œuvres enregistrées
1. Trois visions de l'Apocalypse, pour neuf cuivres et orgue (1984)
2. Liturgies de la vie et de la mort, pour trois voix solistes, ensemble vocal et ensemble instrumental (1980)
3. Psaume VIII, pour orgue, violoncelle et soprano (1987); Ensemble vocal de ville d'Avray, dir. Jean-Louis Petit, éd. REM